# Marie Horáčková
Marie Horáčková (* 24. prosince 1997 Plzeň) je česká lukostřelkyně a úřadující mistryně světa v lukostřelbě.
Zúčastnila se 32. olympijských her v Tokiu. Je několikanásobnou mistryní České republiky v terénní i terčové lukostřelbě. Její matka, Barbora Horáčková, soutěžila na olympijských hrách v Pekingu. V srpnu 2023 se senzačně stala mistryní světa v individuálním závodu, když porazila ve finále Mexičanku Alejandru Valenciovou 6-0.
Na slavnostním zahájení letních olympijských her 2024 v Paříži byla společně s judistou Lukášem Krpálkem vlajkonoškou české výpravy. V olympijském závodu jednotlivkyň 2024 prohrála ve druhém kole s Jihokorejkou Nam So-hjon 3:7 a skončila na děleném 17. místě. Ve smíšených dvojicích nepostoupila s Adamem Li z rozřazovací kvalifikace do osmifinále.